# André Marinho
André Marinho da Silva  (Rio de Janeiro, 4 de dezembro de 1978) é um cantor e apresentador brasileiro. Se tornou nacionalmente conhecido em 2003 quando venceu o talent show Popstars e passou a integrar a boyband brasileira Br'oz até 2005. Entre 2008 e 2015 também foi vocalista do grupo de pagode Cupim de Mesa e em 2016 retornou ao Br'oz.
Na televisão André comandou os programas Quem Sabe Clica e Fala Aí, na TV da Gente, e foi repórter do Show da Gente. Desde 2019 é jurado do Canta Comigo.

## Carreira

### Br'oz
Em 2003 venceu o talent show Popstars e passou a integrar a boy band brasileiro Br'oz até 2005, com o qual lançou dois álbuns de estúdio, Br'oz (2003) e Segundo Ato (2004),  Com menos de um ano de estrada eles venderam mais de 550 mil cópias do álbum de estreia e 40 mil exemplares do primeiro DVD. Br'oz teve dois singles número um no Brasil: "Prometida" e "Vem Pra Minha Vida". Em 2004, lançaram o álbum Segundo Ato.

### Televisão
André começou como apresentador na TV da Gente no fim de 2005, após o convite de Netinho de Paula para apresentar o programa Quem Sabe Clica ao lado de Marjorye Kohigashi onde conduziam uma competição entre duas escolas. Na mesma emissora apresentou o Fala Aí , com debates sobre o universo jovem. Entre 2009 e 2010 trabalhou  no  SBT como repórter Show da Gente, onde comandou junto com o cantor Rodriguinho o quadro “Conselheiros Sentimentais”. Em 23 de abril de 2019, é anunciado pela RecordTV como um dos participantes do reality show Power Couple, junto à esposa Drika Marinho.Em 25 de setembro do mesmo ano se torna jurado do programa Canta Comigo.
Em 2022 foi confirmado como participante da décima quarta edição de A Fazenda, sendo o 13º eliminado, terminando em 5º Lugar.

### Carreira solo e Cupim na Mesa
Em 2006 lança seu primeiro álbum em carreira solo Livre pra Voar. Em 2008 assumiu os vocais do grupo de pagode Cupim na Mesa, sendo que em 2009 gravam o primeiro DVD, Na Balada, que teve como sucessos "Incendeia", "Amor de Verão" e "Viciado no Teu Beijo".
Em 2011 o grupo lançou o segundo trabalho, E a Balada Continua. Em 2014 o grupo chegou ao fim e André seguiu carreira solo no pagode com a música "Talismã da Sorte". Em 2016 lança seu segundo álbum solo intitulado Tudo Preparado.

## Discografia

### Álbuns de estúdio
| Álbum          | Detalhes                                                                   |
| -------------- | -------------------------------------------------------------------------- |
| Livre pra Voar | - Lançamento: 2006 - Formatos: CD - Gravadora: Zaid Records                |
| Tudo Preparado | - Lançamento: 2016 - Formatos: Download digital - Gravadora: Radar Records |

## Filmografia

### Televisão
| Ano           | Título            | Personagem              | Nota         |
| ------------- | ----------------- | ----------------------- | ------------ |
| 2003          | Popstars          | Participante            | Temporada 2  |
| 2005–07       | Quem Sabe Clica   | Apresentador            |              |
| 2008          | Fala Ai           | Apresentador            |              |
| 2009–10       | Show da Gente     | Repórter                |              |
| 2019          | Power Couple      | Participante (5º lugar) | Temporada 4  |
| 2019–presente | Canta Comigo      | Jurado                  |              |
| 2020–presente | Canta Comigo Teen | Jurado                  |              |
| 2022          | A Fazenda         | Participante (5º lugar) | Temporada 14 |

### Internet
| Ano     | Título           | Nota         |
| ------- | ---------------- | ------------ |
| 2012–13 | Acesso Livre UOL | Apresentador |

## Vida pessoal
Em 2005, o cantor se casa com a bailarina Drika, e juntos tiveram dois filhos, o Lucas e a Luna.

### Polêmicas
Após 14 anos de relacionamento com ela, vazou na mídia que André Marinho estava em uma relação extraconjugal há 5 anos no qual teve 1 filho, como também pagava pensão alimentícia. Ela contou que ficou sabendo da traição de André um dia antes de ser confinada na 4ª temporada do programa Power Couple, mas como achava que era um "caso sem importância", decidiu relevar.
 

Drika chegou a se manifestar dizendo: "Não sabia que eles se encontravam há cinco anos, que tinham até fotos juntos. É uma amante mesmo, não um caso ou algo assim", "Eu não queria mais expor esse assunto, mas como o meu relacionamento foi exposto tanto no programa, quanto fora precisava falar. Isso estava me angustiando muito. Eu soube de algumas coisas 1 dia antes de ir para o confinamento numa 'live' [vídeo ao vivo no Instagram] e ele falou que tinha desconfiança de ter uma filha com tal nome de um caso que teve sem importância e foi só isso, que me amava e queria ficar comigo", disse ela. Ela contou ainda que pensou em desistir de ir para o "Power Couple", mas quis dar uma nova chance ao cantor. Apesar disso, ela sofreu durante todo o programa. Fato que levou os dois se separarem, mas se reconciliando posteriormente.